# Municipio de Linn (condado de Linn)
El municipio de Linn (en inglés: Linn Township) es un municipio ubicado en el condado de Linn en el estado estadounidense de Iowa. En el año 2010 tenía una población de 796 habitantes y una densidad poblacional de 8,47 personas por km².

## Geografía
El municipio de Linn se encuentra ubicado en las coordenadas 41°59′28″N 91°25′26″O / 41.99111, -91.42389. Según la Oficina del Censo de los Estados Unidos, el municipio tiene una superficie total de 93.96 km², de la cual 93,96 km² corresponden a tierra firme y (0 %) 0 km² es agua.

## Demografía
Según el censo de 2010, había 796 personas residiendo en el municipio de Linn. La densidad de población era de 8,47 hab./km². De los 796 habitantes, el municipio de Linn estaba compuesto por el 97,24 % blancos, el 0,25 % eran amerindios, el 0,13 % eran asiáticos, el 0,38 % eran de otras razas y el 2,01 % eran de una mezcla de razas. Del total de la población el 1,88 % eran hispanos o latinos de cualquier raza.